# خطوط ترانس آسيا الرحلة 222
الخطوط الجوية ترانس آسيا (بالصينية: 復興航空222號班機空難) ، هي طائرة جوية تايوانية تعرضت لحادث بتاريخ 23 يوليو 2014م، والتي أودت بحياة 48 شخصاً، وكان طاقم الطائرة وركابها المكون من 58 راكباً معظهمم تايوانيون وفرنسيان.

## مابعد الحادث
ذكرت وسائل الإعلام التايوانية بأن العوائل وأقارب الضحايا سافروا إلى بينغهو يوم الخميس للبحث عن ذويهم، وذكرت التقارير الإخبارية بأن الطائرة التابعة لشركة ترانس آسيا، وهي شركة الطيران المحلية في تايوان، كانت تسير الرحلات إلى مطارات في تايوان وبلدان مجاورة في شرقي آسيا، وقد تحطمت قرب مطار بلدة ماغونغ في جزيرة بينغهو التايوانية، وقال مسؤولون تايوانيون بأن الطائرة أضطرت للتخلي عن المحاولة الأولى للهبوط في المطار ومن ثم تحطمت.